# Kavalerfjorden
De Kavalerfjorden is een fjord in het Nationaal park Noordoost-Groenland in het oosten van Groenland.

## Geografie
De fjord is een zijtak aan het begin van de Borgfjorden in het westen van de baai Dove Bugt. De fjord is gemiddeld genomen west-oost georiënteerd en heeft een lengte van meer dan 15 kilometer. De fjord is kronkelig en snijdt diep in het eiland Lindhard Ø in.